# Garo: Soukoku no Maryu
Garo: Soukoku no Maryu (牙狼〈GARO〉～蒼哭ノ魔竜～ Garo ~Sōkoku no Maryū~, tạm dịch: GARO: Thương Khốc Ma Long) là một bộ phim điện ảnh Tokusatsu Nhật Bản, ra mắt vào ngày 23/2/2013, nối tiếp series Garo: Makai Senki. Bộ phim là sự kết thúc hành trình của Saejima Kouga trong vũ trụ phim Garo, mở ra hành trình mới của Hoàng Kim Kị Sĩ kế nhiệm Saejima Raiga - con trai của anh và Mitsuki Kaoru.

## Cốt truyện
Sau khi tiêu diệt Fudou Sigma cùng Ma thú Ganon, Saejima Kouga phải đến Vùng Đất Hứa để thu hồi Thán Nha (嘆きの牙 Nageki no Kiba) - một phần cơ thể của thực thể Ma Giới cổ đại Gajari - để hoàn thành khế ước đã giao kèo trước đó. Để làm được điều đó, anh phải tìm ra Ma Long - con rồng huyền thoại đang trú ngụ tại nơi này. Vùng Đất Hứa là nơi các đồ vật có linh hồn, ý thức và tiếng nói như con người. Vì vậy mà ngay khi đặt chân đến Vùng Đất Hứa, toàn bộ đồ vật của Kouga, kể cả Ma Bào và Nha Lang Kiếm, đều biến thành sinh vật sống và chạy đi mất, Zaruba cũng đột nhiên mất tích. Trong hành trình tìm lại đồ của mình cũng như truy tìm Thán Nha, anh đã gặp một cô gái da xanh tên Meru, cây bút mực tên Kiria, gấu bông Kuromaru và tên bù nhìn rơm được anh đặt tên là Kakashi. Họ đã cho anh biết tất cả mọi thứ về Vùng Đất Hứa và cả sự tàn ác của Judam - một nữ chúa sống trong Lục Thành, có sở thích sưu tầm những món đồ xinh đẹp và sẵn sàng chà đạp lên vẻ đẹp của Vùng Đất Hứa để làm nguyên liệu vận hành Lục Thành. Ả còn mang âm mưu hợp thể với Ma Long và tiến đến Nhân Giới báo thù loài người trước kia đã bỏ rơi và lãng quên ả. Kouga giờ đây vừa phải tìm Thán Nha, vừa phải cùng các cư dân của Vùng Đất Hứa ngăn chặn âm mưu của Judam, trả lại sự tự do và vẻ đẹp vốn có của Vùng Đất Hứa.

## Nhân vật

### Kakashi
Hắn vốn là một kẻ khá máu mặt tại Vùng Đất Hứa. Nhưng vì đã thất bại nhiều lần trước Judam, hắn bị đẩy đến Ngọn Đồi Hư Không - nơi những đồ vật bị bỏ đi sống vương vất chờ ngày tan biến. Khi Kouga băng qua Ngọn Đồi Hư Không để tìm đường đến Thán Hải - nơi trú ngụ của Ma Long, anh đã giao tiếp với hắn và đặt tên cho hắn là Kakashi. Điều này đã khiến hắn lấy lại linh hồn và thể xác, quay trở về tiếp tục kế hoạch hợp thể với Ma Long, lật đổ Judam. Hắn là một kẻ kiêu ngạo, coi thường người khác và rất hiếu chiến, luôn khiến cho những người xung quanh hắn, đặc biệt là Kouga rất khó chịu. Nhưng giữa hai người tồn tại một sự liên kết nào đó khiến họ không thể ghét nổi nhau, dù luôn khó chịu với hành động của đối phương. Bù lại, hắn là một cộng sự mạnh mẽ và đáng tin cậy, giúp đỡ rất nhiều cho Kouga trong việc đối phó với Judam. Chính hắn đã hy sinh thân mình để tiếp sức mạnh cho Kouga, giúp anh đánh bại Judam và Ma Long. Trước khi biến mất, hắn đã kịp nhớ ra bản thân là ai. Hắn chính là Ma Đạo Cụ dạng hình nhân, là công cụ giúp các học viên trong trường đào tạo Ma Giới Kị Sĩ luyện kiếm thuật, và Kouga ngày bé đã tập luyện rất nhiều với hắn, vô tình tạo thành sợi dây liên kết vô hình giữa hai người.

### Judam
Cũng như những cư dân khác của Vùng Đất Hứa, Judam là một đồ vật do con người tạo ra nhưng đã bị lãng quên và bỏ rơi. Ả là một nữ chúa tà ác sống trong Lục Thành, có sở thích sưu tầm những món đồ xinh đẹp để làm đầy bộ sưu tập của mình, và sẵn sàng chà đạp lên vẻ đẹp của những vùng đất mà ả đi qua để làm nhiên liệu vận hành Lục Thành. Không chỉ vậy, ả còn có âm mưu hợp thể với Ma Long, tiến đến Nhân Giới để báo thù loài người đã bỏ rơi và lãng quên bả. Judam lần đầu biết đến Kouga sau khi nghe tin anh đã đả bại nhóm Phong Kiếm Sĩ do ả phái đi mang Meru về cho bà. Ả đã mời Kouga đến Lục Thành, buông lời dụ dỗ để anh về phe của ả nhưng không thành. Ả quyết định đẩy nhanh kế hoạch và trử khử cả Kouga. Tuy nhiên, dù đã hợp thể với Ma Long, ả vẫn không thể đánh bại được Kouga và bị anh tiêu diệt, trả lại sự tự do và vẻ đẹp của Vùng Đất Hứa. Nhưng khác những cư dân khác của Vùng Đất Hứa, Kouga lại rất thấy Judam đáng thương hơn là đáng trách. Ả cũng chỉ là đồ vật do con người tạo ra rồi bị lãng quên. Tất cả những việc ả làm đều xuất phát từ lòng căm thù con người cũng như để xoa dịu đi nỗi buồn và sự thù hận. Điều này khiến anh cảm thấy rất áy náy khi quyết định lấy mạng Judam, dù biết điều đó là điều nên làm để cứu lấy Vùng Đất Hứa.

## Diễn viên
- Saejima Kouga (冴島 鋼牙 Saejima Kōga?): Ryosei Konishi (小西 遼生 Konishi Ryōsei?)
- Kakashi (カカシ?): Kubota Yuki (久保田悠来 Kubota Yuki?)
- Meru (メル?): Anna Aoi (蒼 あんな Aoi Anna?)
- Kiria (キリア? lồng tiếng): Yukijirō Hotaru (螢 雪次朗 Hotaru Yukijirō?)
- Esarut (エサルト Esaruto?, lồng tiếng): Tetsuya Yanagihara (柳原 哲也 Yanagihara Tetsuya?)
- Raudo (ラウド? lồng tiếng): Yukari Okuda (奥田 ゆかり Okuda Yukari?)
- Judam (ジュダム Judamu?): Keiko Matsuzaka (松坂 慶子 Matsuzaka Keiko?)
- Madou Ring Zaruba (魔導輪ザルバ Madōrin Zaruba?, lồng tiếng): Hironobu Kageyama (影山 ヒロノブ Kageyama Hironobu?)
- Ray Fujita (藤田 玲 Fujita Rei?)
- Shouma Yamamoto (山本 匠馬 Yamamoto Shōma?)
- Ozuno Nakamura (中村 織央 Nakamura Ozuno?)
- Hiroyuki Watanabe (渡辺 裕之 Watanabe Hiroyuki?)

## Bài hát chủ đề
JAM Project biểu diễn bài hát chủ đề "Kaze ~Tabidachi no Uta~" (風～旅立ちの詩～ "Gió~Bài ca của Lữ khách") cho bộ phim.

## Garo ngoại truyện: Kouga - Hành trình giải cứu Kaoru
Là một mini series 3 tập kể về hành trình giải cứu Kaoru của Kouga và khép lại quãng thời gian làm Hoàng Kim Kị Sĩ của Kouga, mở ra chương mới cho con trai anh là Saejima Raiga, tức Garo kế nhiệm.

### Nội dung
Sau khi trở về từ Vùng Đất Hứa và mang Thán Nha về cho Gajari, Kouga và Kaoru kết hôn và họ có với nhau một cậu con trai là Saejima Raiga. Nhưng một ngày nọ, một vết nứt thời không do Eiris - kẻ được xem là "Giọt nước mắt của Messiah" - tạo ra ở thì tương lai, và Kaoru đã bị hút vào trong đó. Kouga sau nhiều ngày tìm kiếm thì biết được Kaoru đã bị hút đến Vùng Đất Hứa. Biết rằng lần trở lại Vùng Đất Hứa này có thể một đi không trở lại, Kouga đã tìm gặp Rei, nhờ anh huấn luyện cho Raiga khi cậu lên 10 tuổi. Sau đó anh từ biệt con trai và lên đường trở lại Vùng Đất Hứa. Về phần Kaoru, sau khi lạc đến Vùng Đất Hứa, cô gặp được Kuromaru và được nó nhờ chữa lành cho các đồ vật ở nơi đây. Còn về Kouga, lần trở lại này không hề dễ dàng khi Hắc Ám Kị Sĩ Kiba - Barago cũng đã đến Vùng Đất Hứa và đã bắt cóc Kaoru. Nhưng với sự giúp đỡ của các đồ vật, anh đã đánh bại được hắn và cứu được Kaoru. Tại đây, Kouga và Kaoru thấy được những trận chiến chống lại Eiris của các Ma Giới Kị Sĩ từ thời xa xưa cho đến nay, nhưng lại nhìn thấy tương lai con trai họ là Raiga không được kế thừa Hoàng Kim Giáp Garo và bị Eiris giết chết. Kouga đã quyết định từ bỏ danh xưng Garo, nhờ Zaruba quay về thực tại, giao lại Hoàng Kim Giáp cho Raiga, còn bản thân anh và Kaoru ở lại Vùng Đất Hứa.

## Thông tin bên lề
Ban đầu, chỉ có Ryosei Konishi được xác nhận sẽ tham gia đoàn làm phim, nhưng Ray Fujita, Shouma Yamamoto, Ozuno Nakamura, Yukijirō Hotaru, Hironobu Kageyama, và Hiroyuki Watanabe cũng được xác nhận sau đó với vai trò khách mời. Các diễn viên khác bao gồm Kubota Yuki, Anna Aoi, Tetsuya Yanagihara, và Keiko Matsuzaka.